# Nanaimo (dystrykt regionalny)
Nanaimo – dystrykt regionalny w kanadyjskiej prowincji Kolumbia Brytyjska. Siedziba władz znajduje się w mieście Nanaimo.
Nanaimo ma 146 574 mieszkańców. Język angielski jest językiem ojczystym dla 89,9%, niemiecki dla 1,7%, francuski dla 1,5% mieszkańców (2011).